# Tignish Shore
Tignish Shore est un village dans le comté de Prince sur l'Île-du-Prince-Édouard, au Canada, à l'est de Tignish.